# 森章司
森 章司（もり しょうじ、1938年-）は、三重県出身の日本の仏教学者。東洋大学名誉教授・中央学術研究所講師。専門はインド仏教。文学博士（東洋大学）。元浄土真宗本願寺派僧侶。

## 略歴
- 1938年、三重県に生まれる
- 1966年、東洋大学文学部仏教学科卒業
- 1971年、同大大学院文学研究科仏教学専攻博士課程満期退学
- 同学部講師に就任
- 同学部助教授に昇任
- 同学部教授に昇任
- 1995年、『原始仏教から阿毘達磨への仏教教理の研究』にて文学博士号を取得
- 2008年、東洋大学を退職、名誉教授に

## 著書
- 『仏教思想の発見 - 仏教的ものの見方』（渓水社、1990年）
- 『原始仏教から阿毘達磨への仏教教理の研究』（東京堂出版、博士論文、東洋大学、1995年、乙種）
- 『初期仏教教団の運営理念と実際』（国書刊行会、2000年）

### 編著
- 『仏教比喩例話辞典』（東京堂出版、1987年→国書刊行会、2005年）
- 『戒律の世界』（渓水社、1993年）

### 共著
- 『原始仏教聖典資料による釈尊伝の研究』1-16（中島克久、本澤綱夫、岩井昌悟との共著、中央学術研究所、1999年-）

### 共編
- 『仏教がわかる四字熟語辞典』（小森英明との共編、東京堂出版、2008年）

## 論文
- CiNii>森章司
- INBUDS>森章司